# Горисцихе (село)
Горисцихе (груз. გორისციხე) — село в Грузии, на территории Казбегского муниципалитета края (мхаре) Мцхета-Мтианети.

## География
Село находится в северо-восточной части Грузии, на левом берегу реки Терек, на расстоянии приблизительно 7 километров (по прямой) к юго-западу от посёлка городского типа Степанцминда, административного центра муниципалитета. Абсолютная высота — 1870 метров над уровнем моря.

## Население
По результатам официальной переписи населения 2014 года в Горисцихе проживало 187 человек (79 мужчин и 88 женщин). В национальной структуре населения грузины составляли 97,3 %, армяне — 1,1 %.
| Год  | Население, человек |
| ---- | ------------------ |
| 2002 | 283                |
| 2014 | ↘ 187              |